# Punta de Vacas
Punta de Vacas es una pequeña localidad situada en el departamento Las Heras, provincia de Mendoza, Argentina, sobre la ruta nacional 7.  
Está ubicada cerca de la confluencia del río de las Vacas con el río Mendoza. Este último, a su vez, nace a unos 1500 m al oeste de la localidad: en la confluencia de los ríos de las Cuevas y Tupungato. La localidad se encuentra a 50 km al oeste de la localidad de Uspallata y a 9 km al este del centro de esquí Los Penitentes, a 17 km al este del Puente del Inca en el Parque Provincial Aconcagua y a 30 km al este del límite con Chile. 

## Población
Contaba con 47 habitantes (Indec, 2001) en forma permanente, lo que representa un descenso del 65% frente a los 135 habitantes (Indec, 1991) del censo anterior. En épocas del ferrocarril Trasandino, el pueblo contaba con médico, enfermera y una dinámica sociocultural más intensa.
Actualmente (al 2015) sólo quedan 4 pobladores de la zona, a eso se le suma la dotación permanente de personal de Gendarmería Nacional y el grupo de Operarios de Básculas pertenecientes a la Dirección Nacional de Vialidad.

## Clima

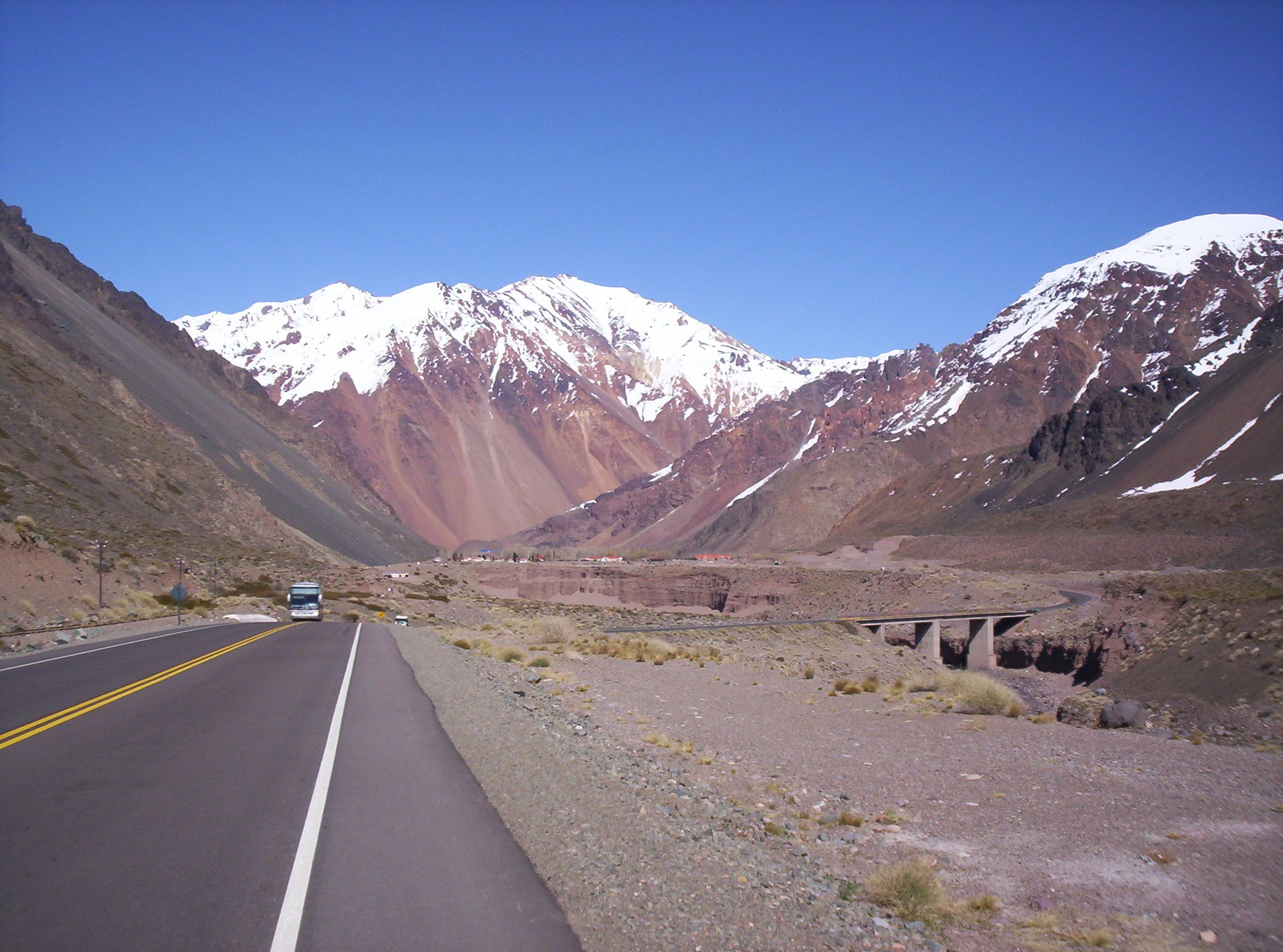
La localidad entre las montañas de la cordillera de los Andes.

Tiene un clima árido de montaña, con grandes variaciones de acuerdo a diversos factores, entre los que se destaca la altitud. La temperatura media anual es de 7,6 °C, con gran irregularidad entre las distintas estaciones del año y entre el día y la noche, produciéndose inclusive bruscos cambios repentinos. Las precipitaciones son escasas e irregulares, el promedio anual oscila entre 200 y 300 mm, determinando la aridez predominante en la comarca andina.

## Parque de estudio y reflexión

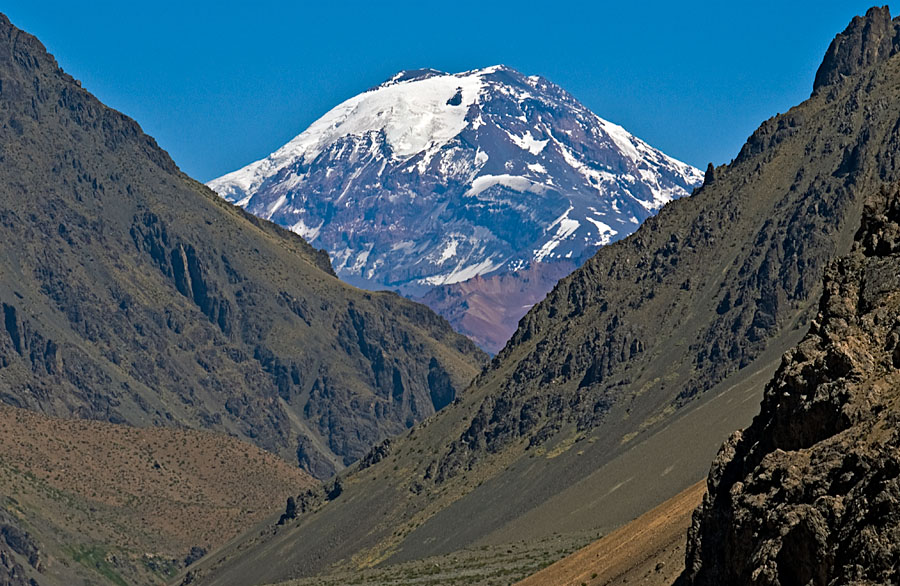
Vista del volcán Tupungato desde la localidad.

Pese a su pequeño tamaño y poca relevancia, el lugar se ha hecho conocido en todo el mundo por haber sido escenario de uno de los primeros discursos públicos de Mario Rodríguez (Silo), conocido como "Arenga de la curación del sufrimiento", el 4 de mayo de 1969. En 1999 y 2004, los seguidores de Silo congregaron en Punta de Vacas a varios miles de personas en torno a un monolito erigido en conmemoración.
Posteriormente, a comienzos de mayo de 2007 se inauguró oficialmente el "Parque Punta de Vacas", motivo por el que se reunieron unos diez mil peregrinos de todo el mundo. El parque cuenta con una sala cóncava destinada a la meditación, una sala de estudio, una sala multiuso, una fuente de agua, un mirador y siete "estelas" donde se reproducen las palabras que pronunciara Silo en 1969, en siete idiomas diferentes. Algunos siloístas consideran que Punta de Vacas es un lugar sagrado, no sólo porque fue allí donde tuvo su origen el Movimiento Humanista, sino por la presencia del monte Aconcagua (el "techo de occidente") y también porque es uno de los pocos lugares donde se cruzan tres ríos.

## Marcha Mundial por la Paz
El 14 de noviembre de 2008 se realizó en esta localidad la presentación oficial de la Marcha Mundial por la Paz y la No Violencia y el 2 de enero de 2010, el evento de cierre donde concurrieron alrededor de 20.000 personas. 
La Marcha, que recorrió el mundo durante el 2009, comenzó en Wellington (Nueva Zelanda) el 2 de octubre de 2009, aniversario del nacimiento de Gandhi y declarado Día Internacional de la No Violencia. El objetivo de esta Marcha es luchar en contra de las guerras, la violencia y acabar con el sufrimiento de tantas generaciones.